# ميخائيل فولي (لاعب كريكت)
ميخائيل فولي (1844 في نيوزيلندا - 21 نوفمبر 1904 في نيوزيلندا) (بالإنجليزية: Michael Foley)‏ هو لاعب كريكت نيوزلندي.

## وصلات خارجية
- ميخائيل فولي على موقع إي آس بي آن كريك إنفو (الإنجليزية)